# ميكويان ميج-31
ميغ-31 (بالروسية:Микоян МиГ-31، لقب تعريف الناتو:Foxhound) طائرة اعتراضية أسرع من الصوت روسية الصنع طورت أساسا لتعويض طائرة ميج-25، صممت من قبل مكتب ميكويان للتصميم.

## التطوير
الميج-25، برغم الخوف الغربي من أدائها المذهل، لكن تضحيات عديدة تمت في تصميمها لجعلها تبلغ سرعة قصوى كبيرة وقدرة على بلوغ ارتفاعات شاهقة. فقد كانت تنقصها المناورة بالسرعة الاعتراضية وكان من الصعب أن تطير على ارتفعات منخفضة إضافة لعدم فعالية محركاتها النفاثة ما نتج عنه مدى طيران قصير عند استعمال السرعة فوق الصوتية. ميج-25 كانت قادرة على بلوغ سرعة قدرها 2.83 ماخ أثناء العمليات، ويمكن أن تبلغ سرعة قصوى قدرها 3.2 ماخ أو أكثر لكن ذلك يمكن أن يسبب تلف محركاتها.
بدأ برنامج تطوير الطائرة بالنموذج Ye-155MP، الذي قام بأول تحليق في 16 سبتمبر 1975. برغم تشابه النموذج السطحي مع طائرة ميج-25، إلا أنه كان تصميما جديدا كليا. ميج-25 كان 80% من بدنها مصنوعا من النيكل، بينما في النموذج Ye-155MP تم رفع نسبة استعمال التيتانيوم إلى نسبة 16% والألومينيوم إلى 33% لتخفيض كتلة الهيكل، وتم زيادة سعة الوقود وصارت الطائرة قادرة على التحليق بسرعة تفوق سرعة الصوت حتى في الارتفاعات المنخفضة.
مثل سابقتها «فوكس بات» ميج-25، أحيطت عمليات تطوير ميج-31 بكثير من التخمين والتضليل حول تصميمها وقدراتها، البلدان الغربية علمت بقدوم الطائرة الاعتراضية الجديدة من عند الملازم السوفييتي فيكتور بيلينكو الذي هرب إلى اليابان بطائرة ميج-25 سنة 1976، بيلينيكو وصف «السوبر فوكس بات» القادمة على أنها طائرة بمقعدين قادرة على اعتراض صواريخ كروز، واستنادا لشهادته كانت المقاتلة الجديدة تحمل نقاط تعليق مماثلة لطائرة ميج-23 وهو ما لم يكن صحيحا. أثناء عمليات تجريب ميج-31، التقط قمر صناعي مخصص للاستطلاع صورة لطائرة مجهولة في مركز چوكوفسكي للطيران التجريبي بمدينة رامنسكوي، الصورة تم تفسيرها على أنها نسخة لطائرة اعتراضية بأجنحة ثابتة مطورة من طائرة بأجنحة متعددة الأوضاع. لكن هذه الصورة لم تكن لها أي علاقة بالميج-31، إذ كانت لتصميم آخر كليا هو طائرة سو-27 فلانكر.
إنتاج طائرة طائرة ميج-31 بدأ سنة 1979 وبحلول سنة 2000 كان قد صنع حوالي 400 طائرة.
أخضعت ميج-31 لبعض برامج التطوير، مثل النسخة متعددة المهام MiG-31BM التي تم تطوير ألكترونياتها وتزويدها برادار متعدد الأوضاع وكمبيوتر أحدث ووصلات بيانات رقمية وشاشات السائل البلوري (LCD)، وتمكينها من حمل صاروخ جو-جو R-77، وعديد صواريخ جو-بر مثل صاروخ Kh-31 المضاد للإشعاع، ويجري ابتداء من عام 2010 تطوير جميع طائرات التي بحوزة الأسطول الروسي إلى النسخة MiG-31BM، على أن يتم الانتهاء بحلول سنة 2020.
وترغب روسيا التي بدأت في تطوير طائرة مقاتلة جديدة تعوض الفراغ الذي ستخلفه طائرة ميج-31 المقرر اخراجها من الخدمة بحلول سنة 2028.

## التسليح
- مدفع رشاش طراز جريازف شيبونوف ГШ-6-23
- عدد (6) صواريخ آر-37؛ صواريخ جو-جو بعيدة المدى.
- صاروخ كينجال الباليستي الفرط صوتي.

## المستخدمون
تعمل الميغ-31 في إطار كل من القوات الجوية الروسية والكازاخية وقد حصلت سوريا على 6 طائرات ميغ 31 بتاريخ 15/8/2015 ويتوقع وصول الدفعة الثانية قريبا

## المواصفات (MiG-31)
بيانات من الكتاب العظيم للطائرات الحربية الحديثة، ميكويان، الطائرات القتالية منذ عام 1945، وairforce-technology.com، وdeagel.com.

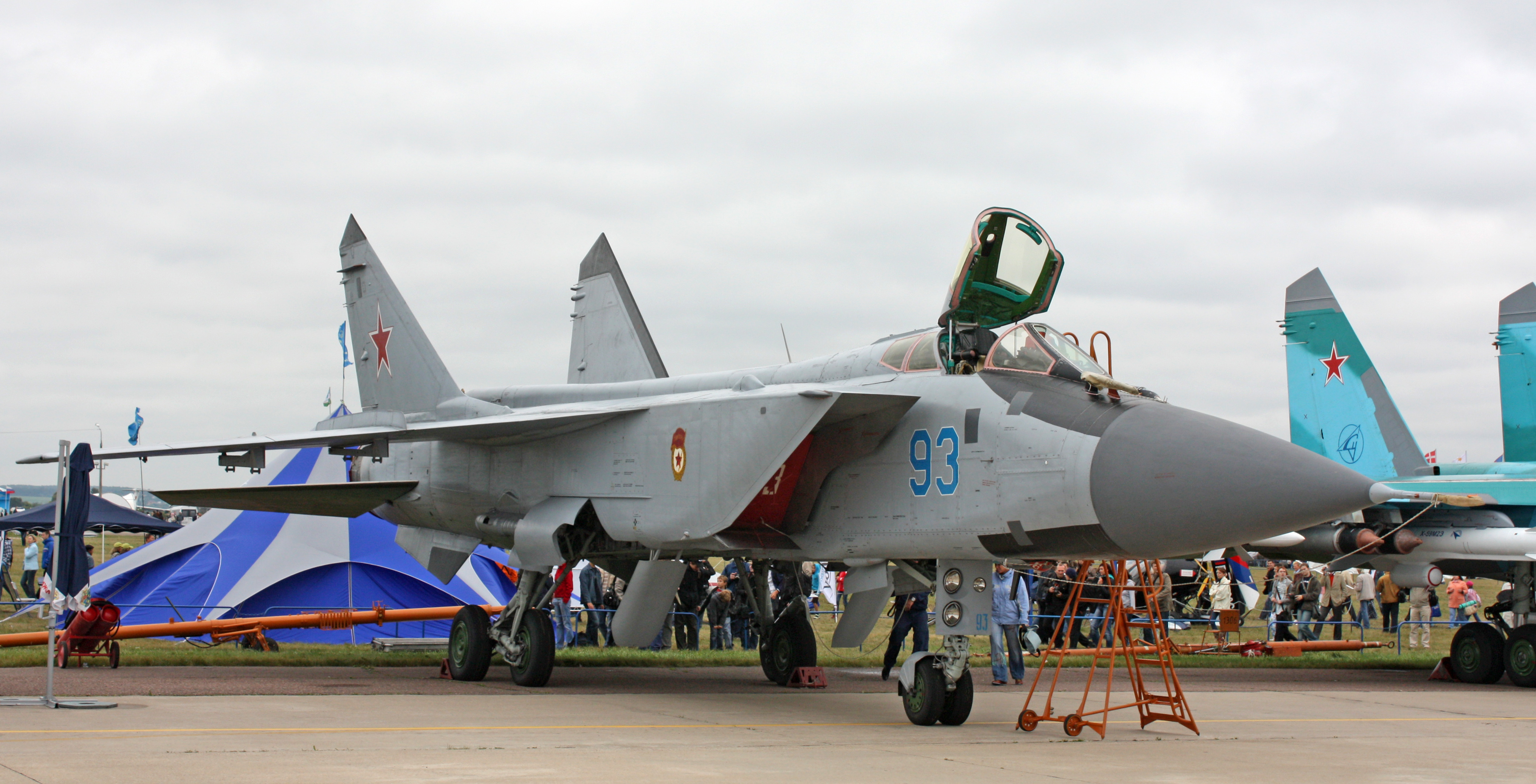
الـ MiG-31BM معروضة في MAKS Air Show في 22 أغسطس 2009

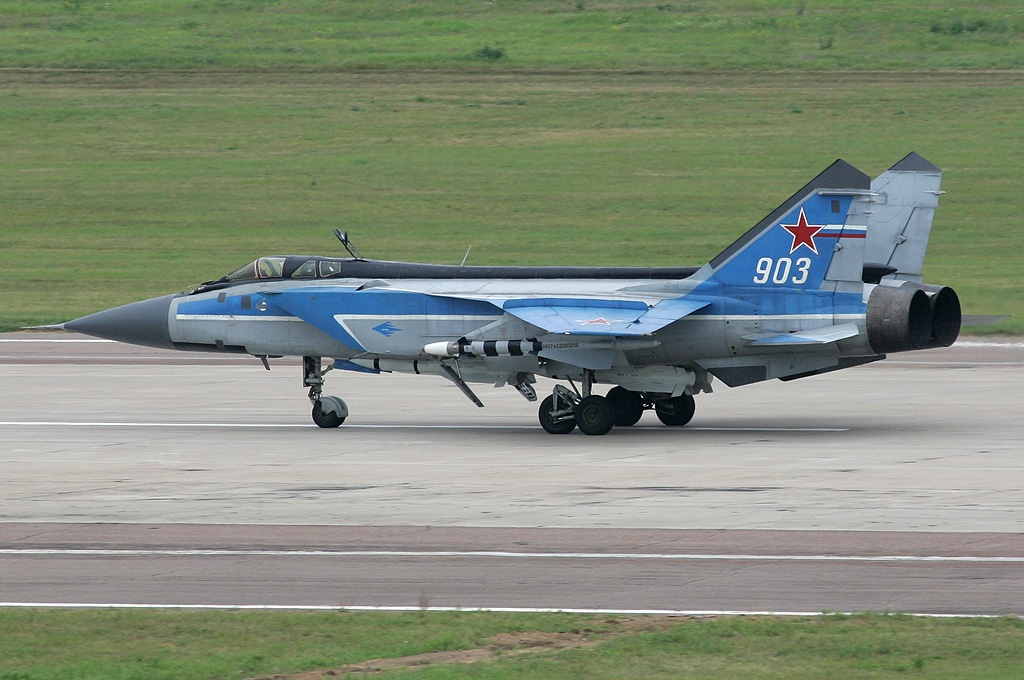
الـ MiG-31E في 2005 MAKS Air Show

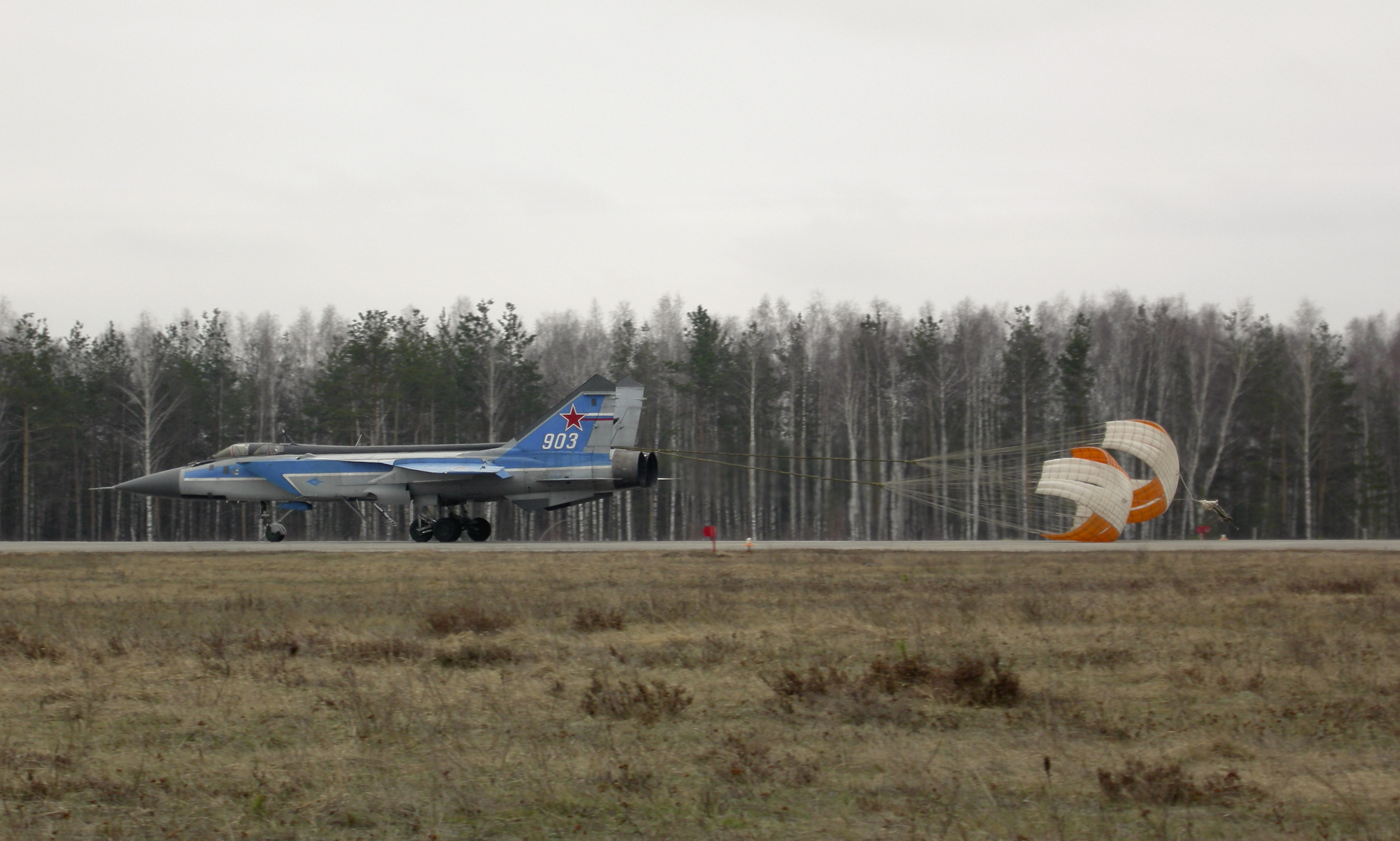
هبوط MiG-31E في مطار سورموفو في 2007

### الخصائص العامة
- الطاقم: 2 (طيار وضابط أنظمة أسلحة)
- الطول: 22.62 م (74 قدم 3 بوصات)
- باع الجناح: 13.456 م (44 قدمًا 2 بوصة)
- الارتفاع: 6.456 م (21 قدمًا 2 بوصة)
- مساحة الجناح: 61.6 م 2 (663 قدم مربع)
- الوزن فارغ: 21820 كجم (48105 أرطال)
- الوزن الإجمالي: 41000 كجم (90390 رطلاً)
- أقصى وزن للإقلاع: 46200 كجم (101854 رطلاً)
- سعة الوقود: 35,550 رطلاً (16,130 كجم) داخليًا، بالإضافة إلى خزانات وقود خارجية اختيارية.[9]
- الدفع: محركين طراز Soloviev D-30 F6 مع الحارق اللحق بقوة 93 كيلو نيوتن (21000 رطل) و 152 كيلو نيوتن (34000 رطل قدم) لكل منهما.

### الأداء العام
- السرعة القصوى:
  - 3000 كم / ساعة (1900 ميل في الساعة، 1600 عقدة) عند 21500 م (70538 قدمًا) / 2.83 ماخ
  - 1500 كم / ساعة (930 ميل في الساعة، 810 عقدة) / ماخ 1.21 على ارتفاع منخفض
- سرعة الانطلاق: 2500 كم / ساعة (1600 ميل في الساعة، 1300 عقدة) / 2.35 ماخ
- المدى:
  - 3000 كم (1900 ميل، 1600 ميل) مع 4 × R-33E و 2 خزانات إسقاط
  - 5400 كم (3400 ميل؛ 2900 ميل بحري) مع 4 × R-33E و 2 خزان إسقاط مع تزويد واحد بالوقود الجوي.[10]

- نطاق القتال:
  - 1450 كم (900 ميل، 780 نمي) بسرعة ماخ 0.8 و 10000 م (32808 قدم)
  - 720 كم (450 ميل؛ 390 نمي) بسرعة 2.35 ماخ و 18000 م (59055 قدمًا).[11]

- سقف الخدمة: 25000 م (82000 قدم) + [12]
- حدود الجاذبية: +5
- معدل الصعود: 288 م / ث (56700 قدم / دقيقة)
- تحميل الجناح: 665 كجم / م 2 (136 رطل / قدم مربع)
- الدفع / الوزن: 0.85

### التسلح
- المدفع: مزودة بمدفع طراز Gryazev-Shipunov GSh-6-23 M عيار 23مم دوار مع 800 طلقة (تمت إزالته لاحقًا)
- نقاط التعليق: 8 × أبراج سفلية مع أحكام لحمل مجموعات من:
  - صواريخ جو - جو:
    - 4 صواريخ طراز R-33E
    - 4 صواريخ طراز R-60MK
    - صاروخين طراز R-40RD/TD
- صواريخ جو - أرض:
  - 4 صواريخ مضادة للرادار طراز Kh-58 UShKE
  - صاروخ جو - أرض بالستي فرط صوتي طراز Kh-47M2 Kinzhal

### إلكترونيات الطيران
- جهاز تتبع بالأشعة تحت الحمراء IRST طراز 8TK.[13]
- رادار الصفيف الممسوح ضوئيًا إلكترونياً Phazotron Zaslon